# Аршак Понтійський
Аршак I (*д/н —37/36 до н. е.) — цар Понту у 37 році до н. е.

## Життєпис
Походив з династії Мітрідатідів. Молодший син Фарнака II, царя Боспору. Про дату народження і молоді роки нічого невідомо. Після відсторонення або смерті брата Дарія I, царя Понту, захопив це царство. Цим протиставив себе Полемону, ставленику римлян.
Втім доволі швидко виявилося, що міста не підтримують нового володаря. До того ж проти Аршака виступили Полемон I, офіційно визнаний Римом царем (натомість Аршака йменували династом) і Лікомед, цар-жрець Комани. Зрештою Аршак відступив до Сагілія, де зазнав остаточної поразки, його було схоплено й страчено. Це сталося наприкінці 37 або на початку 36 року до н. е.